# Шпионинът, който дойде от студа (филм)
„Шпионинът, който дойде от студа“ (на английски: The Spy Who Came in from the Cold) е британски шпионски филм от 1965 година на режисьора Мартин Рит по сценарий на Пол Ден и Гай Троспър, базиран на едноименния роман на Джон льо Каре.
В центъра на сюжета е британски шпионин, който симулира собственото си дезертиране, за да бъде вербуван от източногерманските тайни служби, като част от сложна операция за прикриване на други британски агенти. Главните роли се изпълняват от Ричард Бъртън, Клер Блум, Оскар Вернер, Сирил Кюсак.
„Шпионинът, който дойде от студа“ получава четири награди на БАФТА (за най-добър филм, най-добра мъжка роля, сценография и операторска работа), „Златен глобус“ за поддържаща роля на Оскар Вернер и е номиниран за награди „Оскар“ за главна мъжка роля и сценография.